# 純 (曲)
「純」（じゅん）は、吉田拓郎の楽曲。2003年に「流星」のセルフカバー「流星2003」、笠置シヅ子の「ホームラン・ブギ」のカバー「ホームラン・ブギ2003」とのカップリングによるトリプルA面シングル「純/流星2003/ホームラン・ブギ2003」に収録されている。
テレビ東京系で放送されたテレビアニメ『魁!!クロマティ高校』のオープニングテーマとして使用された。

## 純/流星2003/ホームラン・ブギ2003
シングル『純/流星2003/ホームラン・ブギ2003』は、インペリアルレコード（テイチクエンタテインメント）から2003年11月21日に発売された。
吉田拓郎のシングルはこれ以降、配信シングル「That's it やったね」と「慕情」（2011年に同時発売）を除いて発売されていない。

### 収録曲
- 全編曲：吉田拓郎

1. 純 [4:50]
  - 作詞・作曲：吉田拓郎
2. 流星2003 [5:17]
  - 作詞・作曲：吉田拓郎
3. ホームラン・ブギ2003 [3:45]
  - 作詞：サトウハチロー／作曲：服部良一
4. 純 Instrumental [4:50]
5. 流星2003 Instrumental [5:15]

### クレジット
Special Thanks
| 純 - 桜井弘明 - 伊藤善之(Lantis) - 森山敦(KING RECORDS) | 流星2003 - 堀尾正明(NHK) - 佐藤高彰(NHK) - 有吉伸人(NHK) | ホームラン・ブギ2003 - 菊地伸(フジテレビ) - 菊池裕(フジテレビ) - 根本俊太郎(フジテレビ) |

### メディアでの使用
| # | 曲名                     | タイアップ                                                 | 出典  |
| - | ------------------------ | ---------------------------------------------------------- | ----- |
| 1 | 「純」                   | テレビ東京系アニメ『魁!!クロマティ高校』オープニングテーマ | [ 2 ] |
| 2 | 「流星2003」             | NHK総合『難問解決!ご近所の底力』エンディングテーマ         | [ 2 ] |
| 3 | 「ホームラン・ブギ2003」 | フジテレビ『熱チュー!プロ野球2003/2004』イメージソング     | [ 2 ] |